# Callisto I di Costantinopoli
Callisto I di Costantinopoli (... – Costantinopoli, 1363) è stato un monaco cristiano e arcivescovo ortodosso bizantino, che fu patriarca di Costantinopoli per due periodi: dal giugno 1350 al 1353 e dal 1355 al 1363. Era un monaco della Repubblica di Monte Athos e sostenitore di Gregorio Palamas.

## Biografia
Nulla si conosce dei primi anni della sua vita. Egli fu discepolo di Gregorio Palamas e Gregorio del Sinai. Visse un'esistenza da asceta a Monte Athos nella skita di Magoula del monastero di Philotheou per vent'otto anni. Fu il fondatore del Monastero di San Mamas a Tenedos, una piccola isola vicino allo stretto dei Dardanelli.
Callisto venne eletto patriarca di Costantinopoli nel giugno del 1350, succedendo a Isidoro I. Nel 1351 indisse un sinodo a Costantinopoli che decretò l'ortodossia dell'esicasmo.
Callisto I e i patriarchi ecumenici che gli succedettero portarono avanti una vigorosa campagna per il riconoscimento del Palamismo da parte degli altri patriarcati orientali, nonché da tutte le sedi metropolitane sotto la loro giurisdizione. Tuttavia, ci volle del tempo per superare la resistenza iniziale alla dottrina.
Un esempio di resistenza fu la risposta del metropolita di Kiev che, dopo aver ricevuto i tomi di Callisto che spiegavano la dottrina di Palamas, respinse con veemenza la nuova dottrina scrivendo una risposta per confutarla.
Secondo Martin Jugie, storico contemporaneo, Callisto era: "uomo dottrinario e brutale il cui zelo persecutore era necessario frenare."
Nel 1353, Callisto rifiutò di incoronare Matteo Cantacuzeno, figlio dell'imperatore Giovanni VI Cantacuzeno, e per questo venne deposto. Dopo la deposizione, Callisto fece ritorno al Monte Athos. Nel 1354, dopo l'abdicazione di Giovanni VI, Callisto tornò ad assumere l'incarico di patriarca. Dopo il suo ritorno, Callisto si dedicò a rafforzare l'amministrazione del patriarcato. Organizzò le chiese in parrochhie sotto la sorveglianza di un esarca patriarcale. Si impegnò anche a rafforzare il controllo patriarcale sulle varie giurisdizioni della Chiesa ortodossa, fino al punto di scomunicare Stefano Uroš IV Dušan, per trasformare l'arcivescovo serbo in un patriarca indipendente.
Nel 1355, Callisto scrisse al clero di Trnovo che i latini che si erano battezzati con un'unica immersione dovevano essere battezzati nuovamente. Dichiarò il battesimo da immersione improprio e pieno di empietà. La sua visione era basata su canoni apostolici in cui si affermava chiaramente che coloro i quali erano stati battezzati con unica immersione non erano battezzati e avrebbero dovuto essere ri-battezzati.
Callisto morì nel 1363 mentre era in viaggio per Serres nella veste di ambasciatore dell'imperatore Giovanni V Paleologo per chiedere aiuto a Elena di Bulgaria, imperatrice di Serbia, contro l'Impero ottomano. Degno di nota è che San Massimo di Kapsokalyvia profetizzò la morte del patriarca Callisto. Per recarsi in Serbia, Callisto passò per il Monte Athos. Vedendolo, San Massimo disse: "Questo anziano non vedrà mai più il suo gregge poiché dietro a lui si sente il canto funebre:" Beati sono i senza macchia (Psalm 119:1).